# Solbiate Arno

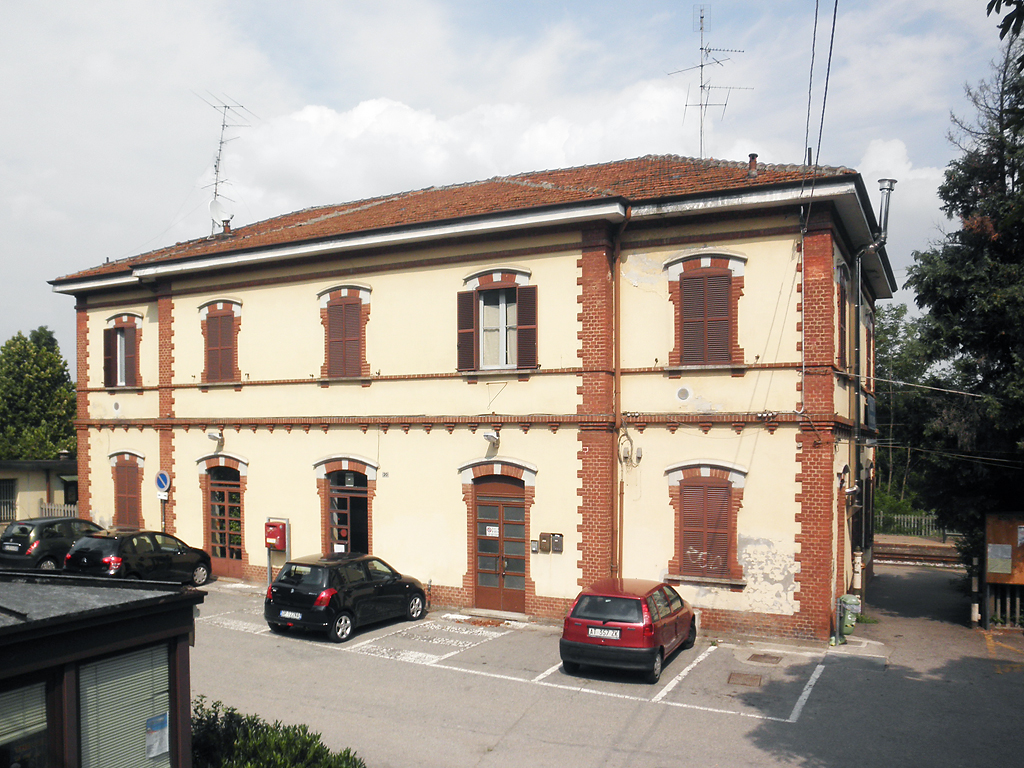
Bahnhof Albizzate-Solbiate Arno

Solbiate Arno ist eine Gemeinde (comune) in der Provinz Varese in der Region Lombardei.

## Geographie
Die Gemeinde liegt etwa 10,5 Kilometer südsüdwestlich von Varese am Torrente Arno und bedeckt eine Fläche von 3,01 km². Die Nachbargemeinden sind Albizzate, Carnago, Caronno Varesino, Jerago con Orago und Oggiona con Santo Stefano.

## Geschichte
Die Gemeinde war im Contado del Seprio eingefügt, im Jahr 1185 fiel sie unter die Kontrolle der Mailänder. Zur Zeit des Kampfes zwischen Torriani und Visconti übernahmen letztere die Kontrolle über das nördlich-zentrale Insubrien und bildeten nach dem Fall von Castel Seprio die Fehde von Gallarate, in die Solbiate eingeführt wurde.
Der Ort wird in den Statuten der Straßen und Gewässer der Grafschaft Mailand als Subià sopra l’Arno bezeichnet und gehört zur Gemeinde Gallarate. Sie gehörte zu den Gemeinden, die zur Instandhaltung der Rho-Straße beitrugen (1346). Solbiate sull’Arno gehörte zum Lehen von Gallarate, das 1530 von Herzog Francesco II. Sforza an Marino Caracciolo, den späteren Kardinal, verliehen wurde. Das Lehen wurde 1564 gegen das Lehen von Atripalda im Königreich Neapel getauscht und an Giacomo Pallavicino Basadonna vergeben. Nach dem Tod des Lehnsherrn ohne fähige Erben wurden das Lehen und der dazugehörige Grafentitel 1578 von Philipp II. (Spanien) an Giacomo Annibale Altemps übertragen. Im Jahr 1656 ging das Lehen an die Markgrafen Teobaldo und Galeazzo Visconti von Cislago über. In den Registern des Estimo (Grundbuch) des Herzogtums Mailand von 1558 und den späteren Aktualisierungen im 18. Jahrhundert war Solbiate sull’Arno unter den Gemeinden, die in derselben Pieve vermessen wurden. Im Jahr 1716 übertrug Karl VI. (HRR) das Lehen dem Grafen Francesco Castelbarco Visconti als Nachfolger des Markgrafen Cesare Visconti. Nach den Antworten auf 45 Fragen des Zweiten Volkszählungsrates im Jahr 1751 war die Gemeinde mit etwa 360 Seelen, einschließlich der nicht eintreibbaren, dem Grafen Castelbarco Visconti als Lehen unterstellt, an den sie 36 Lire, 13 Soldi und 6 Denari zahlte. Der zuständige Richter war der feudale Podestà, an den die Gemeinde eine jährliche Gebühr von 7 Lire zahlte. Der Richter wohnte in Gallarate und war dem königlichen Amt Gallarate unterstellt. Die Gemeinschaft leistete durch den Konsul zwei Eide auf die feudalen und königlichen Banken. Der Gemeinde waren keine anderen Gemeinden unterstellt, und sie hat auch nicht darum gebeten, sich abzuspalten oder anzuschließen. Der Rat setzte sich aus einem Konsul und zwei Bürgermeistern zusammen, die alle drei Jahre gewählt wurden. Einer der Bürgermeister wurde vom ersten Gutachter gewählt. Der Konsul war eine ständige Einrichtung. Sowohl der Konsul als auch die Bürgermeister genossen anstelle eines Gehalts eine Befreiung von der Last, die auf ihren Köpfen lastete. Zu ihren Aufgaben gehörte die Überprüfung der Richtigkeit der öffentlichen Ausschüttungen. Der Kanzler residierte in Solbiate, war für die öffentlichen Schriften zuständig und unterhielt in seinem Haus ein kleines Archiv. Er zahlte der Gemeinde ein jährliches Gehalt von 40 Lire und war verpflichtet, die Umlagen zu erstellen, zusätzlich zu den Aufgaben, die die Gemeinde zu erledigen hatte.
Nach dem vorübergehenden Zusammenschluss der lombardischen Provinzen mit dem Königreich Sardinien wurde die Gemeinde Solbiate sull’'Arno mit 777 Einwohnern, die von einem fünfzehnköpfigen Gemeinderat und einem zweiköpfigen Stadtrat verwaltet wird, auf der Grundlage der durch das Gesetz vom 23. Oktober 1859 festgelegten Gebietsaufteilung in das Mandamento I di Gallarate, circondario IV di Gallarate, Provinz Mailand, aufgenommen. Bei der Verfassung des Königreichs Italien im Jahr 1861 hatte die Gemeinde 797 Einwohner (Volkszählung 1861). Nach dem Gemeindegesetz von 1865 wurde die Gemeinde von einem Bürgermeister, einer Junta und einem Rat verwaltet. Im Jahr 1867 wurde die Gemeinde in denselben Bezirk, Kreis und dieselbe Provinz eingegliedert (Verwaltungsbezirk 1867). 1869 wurde die Gemeinde Solbiate sull’Arno mit der Gemeinde Albizzate zusammengelegt. Die Gemeinde Solbiate Arno, die zur Provinz Mailand gehört, wurde 1905 mit den Ortsteilen Solbiate Arno und Monte gegründet, die von der Gemeinde Albizzate abgetrennt wurden (Gesetz Nr. 154 vom 9. April 1905).
Im Jahr 1924 wurde die Gemeinde in den Bezirk Gallarate der Provinz Mailand eingegliedert. Nach der Gemeindereform im Jahr 1926 wurde die Gemeinde von einem Podestà verwaltet. Nach der Gemeindereform von 1946 wurde die Gemeinde Solbiate Arno von einem Bürgermeister, einem Gemeinderat und einem Verwaltungsrat verwaltet. Bis 1957 trug die Gemeinde den Namen Solbiate Arno e Monte, danach wurde sie in Solbiate Arno umbenannt (Präsidialdekret Nr. 1150 vom 23. Oktober 1957). Im Jahr 1971 hatte die Gemeinde Solbiate Arno eine Fläche von 301 Hektar.

## Bevölkerung
| Jahr      | 1861 | 1871 | 1881 | 1901 | 1921 | 1951 | 1961 | 1971 | 1981 | 1991 | 2001 | 2011 | 2021 |
| Einwohner | 797  | 830  | 904  | 910  | 1206 | 1921 | 2498 | 3288 | 3522 | 4057 | 4027 | 4274 | 4004 |

## Verkehr
Die Haltestelle Albizzate-Solbiate Arno an der Bahnstrecke Gallarate–Varese liegt in der Nachbargemeinde Albizzate. Im Westen der Gemeinde verläuft die Autostrada A8 aus Richtung Mailand nach Varese. Die Gemeinde hat einen eigenen Anschluss.